# القليل من الرجال الفاضلين (فلم)
القليل من الرجال الصالحين (بالإنجليزية: A Few Good Men) هو فيلم دراما قانوني تم إنتاجه أمريكي من إنتاج سنة 1992، ومن إخراج روب راينر وكتابة آرون سوركين، مبني على مسرحية بنفس العنوان من تأليف سوركين. الفيلم من بطولة توم كروز وجاك نيكلسون وديمي مور وكيفين بيكن وكيفين بولك وكيفر سثرلاند. أحداثه تدور حول المحاكمة العسكرية لأثنين من مشاة البحرية الأمريكية متهمين بقتل زميلهما والمصاعب التي تواجه محامي الدفاع أثناء اعداد القضية.
حقق الفيلم نجاحاً كبيراً وفاقت إيرادته ال243 مليون $، مقابل ميزانية تقدر تترواح بين 33-40 مليون $. رشح لأربع جوائز أوسكار منها *أفضل فيلم وأفضل ممثل مساعد لجاك نيكلسون.

## طاقم التمثيل
- توم كروز بدور الملازم "دانيل كافي"
- جاك نيكلسون بدور العقيد "ناثان أر. جيسوب"
- ديمي مور بدور الملازمة "جوان غالاوي"
- كيفين بيكن بدور النقيب "جاك روس"
- كيفر سثرلاند بدور الملازم أول "جوناثان جيمس كندريك"
- كيفين بولك بدور الملازم "سام واينبرغ"

## ترشيحات وجوائز

### ترشيحات جوائز الأوسكار
تم ترشيح الفيلم لأربعة جوائز أوسكار:
- جائزة الأوسكار لأفضل فيلم
- جائزة الأوسكار لأفضل ممثل مساعد (جاك نيكلسون)
- جائزة الأوسكار لأفضل مونتاج
- جائزة الأوسكار لأفضل خلط أصوات

### ترشيحات غولدن غلوب
تم ترشيح الفيلم لخمسة جوائز غولدن غلوب:
- جائزة غولدن غلوب لأفضل فيلم - دراما
- جائزة غولدن غلوب لأفضل مخرج (روب راينر)
- جائزة غولدن غلوب لأفضل ممثل - فيلم دراما (توم كروز)
- جائزة غولدن غلوب لأفضل ممثل مساعد - فيلم (جاك نيكلسون)
- جائزة غولدن غلوب لأفضل سيناريو (آرون سوركين)

## روابط خارجية
- مقالات تستعمل روابط فنية بلا صلة مع ويكي بيانات